# Imamzade Ahmad
Das Imamzade Ahmad (persisch امامزاده احمد Emamsade Ahmad, IPA: [ɛmɑmzɑdɛ æhmæd]) ist ein Imamzade in Isfahan, Iran. Es besteht aus einem Grabmal, einem Iwan auf der nördlichen Seite und einem weiteren Iwan auf der westlichen Seite, der sich zu einem großen Hof erstreckt. Dort wurden Persönlichkeiten wie die Tochter des Amir Kabir und die Schwester des Naser ad-Din Schah beigesetzt. Der Imamzade selbst war wahrscheinlich Grabstätte des Sohnes des in Maschhad-e-Ardehal bestatteten Soltan Ali ebn-e-Mohammad. 
Ältester Teil des Bauwerks ist ein 3 m langer weißer Stein, der unter einem netzartigen Holzfenster zur Gasse liegt. Angeblich ist er Teil des Somnath-Steins. Über den Somnath-Stein schrieb Jaberi Ansari im Buch Geschichte von Isfahan und Rej:
Mahmud von Ghazni brachte einen Stein als Souvenir aus Somnath in Indien. Man sagt, dass es ein Teil des wichtigsten Götzen in jenem Land gewesen war. Der Stein wurde nach Isfahan versetzt und ein Jahrhundert später in zwei Hälften geschnitten. Aus einer Hälfte wurde ein Steintrog für die Wasir Tahmasb-Schule gebildet und die andere Hälfte wurde mit Ketten auf der Erde geschleppt, um die Erniedrigung des Götzen zu zeigen und dann wurde er zum Imamzade Ahmad gebracht.
Das Imamzade Ahmad wurde in der Seldschuken-Ära erbaut, der gegenwärtige Bau gehört jedoch zur Safawiden-Ära. Die Decke des Mausoleums ist mit Muqarnas bedeckt. Um das Grabmal herum schildert eine vergoldete Nastaliq-Inschrift die unter Sell os-Soltan erfolgten Reparaturen und Veränderungen.
Im Gegensatz zu den wenigen Dekorationen des Grabmals des Imamzades wurden die Grabmäler der Tochter des Amir Kabir sowie der Schwester und der Frau von Nāser ad-Dīn Schāh völlig mit Stuck, Malerei und Spiegelkunst dekoriert.